# Tipula (Pterelachisus) pingi
Tipula (Pterelachisus) pingi is een tweevleugelige uit de familie langpootmuggen (Tipulidae). De soort komt voor in het Palearctisch gebied.